# Dreetz (Brandenburg)
Dreetz település Németországban, azon belül Brandenburgban. Lakosainak száma 1170 fő (2023. december 31.).

## Népesség
A település népességének változása:
| Lakosok száma | 1157 | 1140 | 1141 | 1148 | 1160 | 1170 |
|               | 2014 | 2017 | 2019 | 2021 | 2022 | 2023 |